# Pamukkale
Pamukkale (pɑmuk:ɑlɛ) är ett område med varma källor 20 km nordöst om Denizli i sydvästra Turkiet, som 1988 togs upp på Unescos världsarvslista 1988 tillsammans med den närbelägna antika staden Hierapolis. Området blev naturreservat 1990. I Pamukkale finns bassänger, terrasser och stalaktiter vilka byggts upp av varmt, kalciumkarbonatrikt vatten som runnit utför en sluttning och avsatt kalksten. Dammarna är stora, upp till 2 500 m långa och 500 m breda. Kalkstenens utseende har givit platsen dess nuvarande namn Pamukkale, eller Bomullsfästningen.